# Anouk Vetter
Anouk Vetter (Ede, 4 de febrero de 1993) es una deportista neerlandesa que compite en atletismo, especialista en la prueba de heptatlón.
Participó en dos Juegos Olímpicos de Verano, en los años 2016 y 2020, obteniendo una medalla de plata en Tokio 2020, en el heptatlón.
Ganó tres medallas en el Campeonato Mundial de Atletismo entre los años 2017 y 2023, y una medalla de plata en el Campeonato Europeo de Atletismo de 2016.

## Palmarés internacional
| Juegos Olímpicos   | Juegos Olímpicos         | Juegos Olímpicos  | Juegos Olímpicos |
| Año                | Lugar                    | Medalla           | Prueba           |
| ------------------ | ------------------------ | ----------------- | ---------------- |
| 2020               | Tokio (Japón)            | Medalla de plata  | Heptatlón        |
| Campeonato Mundial |                          |                   |                  |
| Año                | Lugar                    | Medalla           | Prueba           |
| 2017               | Londres (Reino Unido)    | Medalla de bronce | Heptatlón        |
| 2022               | Eugene (Estados Unidos)  | Medalla de plata  | Heptatlón        |
| 2023               | Budapest (Hungría)       | Medalla de bronce | Heptatlón        |
| Campeonato Europeo |                          |                   |                  |
| Año                | Lugar                    | Medalla           | Prueba           |
| 2016               | Ámsterdam (Países Bajos) | Medalla de oro    | Heptatlón        |